# Sarek (zespół muzyczny)
Sarek – szwedzka grupa muzyczna, która w muzyce jaką tworzy łączy pop, dance oraz szwedzki folk. Zespół składa się z trzech wokalistek (Zara, Stina, Jessica) oraz dwóch muzyków (Kristofer, Göran). Grupa dwa razy brała udział w Melodifestivalen (2003 i 2004), jednak nie została wybrana na reprezentanta Szwecji na Eurowizji. W tym czasie płyty sprzedały się w liczbie 40 tys. egzemplarzy.

## Dyskografia

### Albumy
- Genom eld och vatten (2003)
- Sarek (2004)
- I natt ska marken skälva (2007)

### Single
- Genom eld och vatten (2003)
- Solen glimmar (2003)
- Älvorna (2004)
- Medan stjärnorna vandrar (2004)
- Alla änglar log (2004)